# 임성한
임성한(林成漢, 본명: 임영란, 1960년 10월 14일 ~ )은 대한민국의 텔레비전 드라마 작가이다.

## 생애
충주대학교 전자계산학과를 졸업했다. 1990년 《KBS 드라마게임 - 미로에 서서》로 드라마 작가로 데뷔했다. 1997년 MBC 베스트극장 극본 공모에서 〈두 여인〉이 우수작으로 당선되었고, 이후 MBC 베스트극장에서 두 달이라는 짧은 기간 동안 《솔로몬 도둑》, 《웬수》, 《섹스, 거짓말 그리고 성격차》 등을 연달아 써서 그런지 《섹스, 거짓말 그리고 성격차》에서는 임향란이란 또 다른 필명을 사용했다. 또한 높은 시청률을 기록한 덕분에 실력을 인정받아서 1998년에는 일일드라마 《보고 또 보고》를 쓰게 되었다.
작품에 있어서 높은 시청률로 큰 인기를 모은 작가 중 한명인 반면, 많은 작품에서 논란이 끊이길 않았다. 자세한 사항은 아래 서술하였다.
시청률을 보자면, 첫 장편극인 《보고 또 보고》에서는 첫 방송 시청률이 15.7%로 저조하였으나 최고 시청률 57.3%을 기록하며 큰 성공을 거두었고, 이는 현재까지 역대 일일 연속극 시청률상 최고 수치를 기록했다. 또한 MBC 일일연속극이 KBS 일일연속극을 5년 만에 앞선 일이었으며, 이 드라마 영향으로 MBC 뉴스데스크의 시청률이 KBS 뉴스 9를 앞섰다. 다음 극본인 《온달 왕자들》 역시 첫방송 시청률이 13.4%로 당시 경쟁작 KBS 《좋은걸 어떡해》의 시청률 37.5%에는 훨씬 못 미쳤으나 뒤로 갈수록 역전하고, 후속작과의 경쟁에서도 압도적인 승리를 거두게 된다. 그 밖에 《인어 아가씨》, 《왕꽃 선녀님》, 《하늘이시여》 등도 초반에 저조했던 시청률을 조금씩 올려 30% 이상의 시청률을 기록하였다. 《보고 또 보고》와 《인어아가씨》의 흥행으로 인기 작가 반열에 올랐고, 특별한 시놉시스 없이 방송사에서 편성을 내주게 되었다. 방송 직후 분당 시청률표를 분석하여 어느 부분에서 시청률이 높았는지 확인하고 다음 에피소드에 반영한다고 한다.
논란에 있어서, 소재와 내용 전개에서 논란을 일으켰다. 극본 대부분이 높은 시청률로 인기를 모았으나 자극성 소재와 여러 사건으로 논란을 일으키기도 했다. 초창기에는 논란이 있었지만, 독특한 설정과 복선과 흥미진진한 스토리로 말미암아 장점이 많은 작가로 칭송받기도 했으나 인기 있는 작가로 발돋움한 후로는 감각만 자극하는 설정과 대사로만 승부하는 경향이 짙어졌다. 특히 《아현동 마님》을 포함해 이후 극본은 스토리 라인이 많이 빈약해졌다.
2015년 《압구정 백야》를 끝으로 은퇴를 선언하였으나 2021년 피비(Phoebe)라는 새 필명으로 《결혼작사 이혼작곡》 시리즈의 극본을 맡아 화려하게 복귀했다.

### 드라마
- 1990년 KBS2 드라마게임 《미로에 서서》 ... 집필
- 1994년 KBS2 드라마게임 《이브의 반란》 ... 집필
- 1997년 MBC 베스트극장 《솔로몬 도둑》 ... 집필
- 1997년 MBC 베스트극장 《웬수》 ... 집필
- 1997년 MBC 베스트극장 《섹스, 거짓말 그리고 성격차》 ... 집필
- 1997년 MBC 베스트극장 《가시버시》 ... 집필
- 1998년 ~ 1999년 MBC 저녁 일일연속극 《보고 또 보고》 ... 집필
- 1999년 MBC 베스트극장 《남몰래 흐르는 눈물》 ... 집필
- 2000년 ~ 2001년 MBC 저녁 일일연속극 《온달 왕자들》 ... 집필
- 2002년 ~ 2003년 MBC 저녁 일일연속극 《인어 아가씨》 ... 집필
- 2004년 ~ 2005년 MBC 저녁 일일연속극 《왕꽃 선녀님》 ... 집필
- 2005년 ~ 2006년 SBS 주말극장 《하늘이시여》 ... 집필
- 2007년 ~ 2008년 MBC 저녁 일일연속극 《아현동 마님》 ... 집필
- 2009년 ~ 2010년 MBC 주말 특별기획 드라마 《보석비빔밥》 ... 집필
- 2011년 SBS 주말 특별기획 드라마 《신기생뎐》 ... 집필
- 2013년 MBC 저녁 일일연속극 《오로라 공주》 ... 집필
- 2014년 ~ 2015년 MBC 저녁 일일 특별기획 드라마 《압구정 백야》 ... 집필
- 2021년 TV조선 주말 미니시리즈 《결혼작사 이혼작곡》 ... 집필
- 2021년 TV조선 주말 미니시리즈 《결혼작사 이혼작곡 2》 ... 집필
- 2022년 TV조선 주말 미니시리즈 《결혼작사 이혼작곡 3》 ... 집필
- 2023년 TV조선 주말 미니시리즈 《아씨두리안》 ... 집필

### 도서
- 《암세포도 생명 임성한의 건강 365일》 (북수풀림, 2018.11.12)

## 임성한 사단

#### 6번 출연한 배우
- 한진희(하늘이시여, 보석비빔밥, 신기생뎐, 압구정 백야, 왕꽃 선녀님, 결혼작사 이혼작곡 시리즈)
- 이숙(보고 또 보고, 온달 왕자들, 인어아가씨, 하늘이시여, 신기생뎐, 결혼작사 이혼작곡 시리즈)

#### 5번 출연한 배우들
- 원종례(하늘이시여, 신기생뎐, 보석비빔밥, 오로라 공주, 압구정 백야)

#### 4번 출연한 배우들
- 김보연(아현동 마님, 신기생뎐, 오로라 공주, 결혼작사 이혼작곡 시리즈)
- 백옥담(아현동 마님, 신기생뎐, 오로라 공주, 압구정 백야)
- 한혜숙(인어 아가씨, 하늘이시여, 보석비빔밥, 왕꽃 선녀님)
- 정혜선(하늘이시여, 보석비빔밥, 압구정 백야, 왕꽃 선녀님)
- 최재호(보석비빔밥, 인어아가씨, 아현동 마님, 온달왕자들)
- 윤해영(보고 또 보고, 압구정 백야, 결혼작사 이혼작곡 시리즈, 아씨두리안)

#### 3번 출연한 배우들
- 김혜선(온달 왕자들, 신기생뎐, 왕꽃 선녀님)
- 이태곤(하늘이시여, 보석비빔밥, 결혼작사 이혼작곡 시리즈)
- 이가령(오로라 공주, 압구정 백야, 결혼작사 이혼작곡 시리즈)
- 이보희(하늘이시여, 아현동 마님, 압구정 백야)
- 금단비(하늘이시여, 아현동 마님, 압구정 백야)
- 박준면(아현동 마님, 신기생뎐, 결혼작사 이혼작곡 시리즈)
- 김병기(인어 아가씨, 왕꽃 선녀님, 아현동 마님)
- 사미자(보고 또 보고, 인어 아가씨, 왕꽃 선녀님)
- 서우림(신기생뎐, 보석비빔밥, 오로라 공주)
- 정보석(보고 또 보고, 온달왕자들, 인어 아가씨)
- 최선자(인어 아가씨, 아현동 마님, 신기생뎐)
- 이대로(보고 또 보고, 하늘이시여, 신기생뎐)
- 박근형(온달왕자들, 인어아가씨, 보석비빔밥)

#### 2번 출연한 배우들
- 박주미(결혼작사 이혼작곡 시리즈, 아씨두리안)
- 전노민(결혼작사 이혼작곡 시리즈, 아씨두리안)
- 지영산(결혼작사 이혼작곡 시리즈, 아씨두리안)
- 최명길(온달왕자들, 아씨두리안)
- 성훈(신기생뎐, 결혼작사 이혼작곡 시리즈)
- 이종남(신기생뎐, 결혼작사 이혼작곡 시리즈)
- 신주아(오로라 공주, 결혼작사 이혼작곡)
- 임예진(보고 또 보고, 오로라 공주)
- 김영란(하늘이시여, 압구정 백야)
- 김주영(하늘이시여, 신기생뎐)
- 김지수(보고 또 보고, 온달왕자들)
- 허준호(보고 또 보고, 온달왕자들)
- 김창숙(보고 또 보고, 온달왕자들)
- 강세정(아현동 마님, 보석비빔밥)
- 장서희(온달왕자들, 인어아가씨)
- 박해미(하늘이시여, 오로라 공주)
- 김혜은(아현동 마님, 오로라 공주)
- 이주현(온달왕자들, 압구정 백야)
- 송원근(오로라 공주, 압구정 백야)
- 김세민(오로라 공주, 압구정 백야)
- 임혁(신기생뎐, 오로라 공주)
- 김용림(인어 아가씨, 왕꽃 선녀님)
- 박탐희(인어 아가씨, 왕꽃 선녀님)
- 김혜옥(인어 아가씨, 왕꽃 선녀님)
- 임채무(하늘이시여, 압구정 백야)
- 설운도(보석비빔밥, 오로라공주)
- 오기찬(신기생뎐, 압구정 백야)
- 서권순(인어아가씨, 왕꽃선녀님)
- 정유미(보석비빔밥, 왕꽃선녀님)
- 이동준(신기생뎐, 아현동 마님)
- 마이클 블렁크(신기생뎐, 보석비빔밥)
- 박재롬(아현동 마님, 하늘이시여)
- 남일우(아현동 마님, 왕꽃 선녀님)
- 박혜숙(아현동 마님, 압구정 백야)
- 현석(결혼작사 이혼작곡, 하늘이시여)
- 윤영미(압구정 백야, 하늘이시여)
- 김희라(하늘이시여, 인어아가씨)
- 서동수(보석비빔밥, 신기생뎐)

## 특징

### 이름의 특징
- 동진엄마(인어아가씨), 동철엄마(하늘이시여), 동민엄마(압구정 백야) 등 가정부 자녀의 이름에는 '동'이 들어간다.
- 아일라(아씨 두리안), 금라라(신기생뎐), 부길라(아현동 마님), 금실라(인어아가씨) 등 '라'로 끝나는 이름을 선호한다.

### 다섯 글자 제목
- 《신기생뎐》과 《결혼작사 이혼작곡》을 제외한 대부분의 작품의 제목은 다섯 글자이다.

### 주인공의 이름이 들어가는 드라마 제목
- 아씨 두리안(두리안)
- 압구정 백야(백야)
- 오로라 공주(오로라)

### 극중 드라마 제목
- 알타이르: 로라가 출연하는 드라마 제목
- 영국 아가씨: 지영이 출연하는 드라마 제목
- 늙은 아씨들: 비취가 집필하는 드라마 제목
- 사랑의 기쁨: 아리영이 집필하는 드라마 제목

### 자주 등장하는 성씨
최씨가 잘 등장하지 않는다는 특징이 있다.
- 이: 이은성(아씨두리안), 이시은(결혼작사 이혼작곡), 이안나(오로라공주), 이강지(보석비빔밥), 이연지(아현동 마님), 이자경(하늘이시여), 이주왕(인어아가씨), 이일인(온달왕자들), 이승미(보고 또 보고)
- 백: 백도이(아씨두리안), 백야(압구정 백야), 백수정(신기생뎐), 백조(보석비빔밥), 백시향(아현동 마님), 백수림(인어아가씨)
- 오: 오들희(결혼작사 이혼작곡), 오로라(오로라공주), 오달란(압구정 백야), 오화란(신기생뎐), 오미라(아현동 마님), 오선남(보고 또 보고)
- 서: 서반(결혼작사 이혼작곡), 서은하(압구정 백야), 서영국(보석비빔밥), 서생강(신기생뎐), 서마담(아현동 마님)
- 사: 사피영(결혼작사 이혼작곡), 사진홍(압구정 백야), 사임당(오로라공주), 사비나(아현동 마님), 사비나(온달왕자들)
- 노: 노필재(결혼작사 이혼작곡), 노마주(압구정 백야), 노다지(오로라공주), 노은자(신기생뎐), 노방림(왕꽃선녀님)
- 지: 지영선(하늘이시여), 지수희(결혼작사 이혼작곡), 지화자(신기생뎐), 지경옥(보고 또 보고)
- 마: 마마준 마마린 (인어아가씨), 마이준(신기생뎐), 마예순(보석비빔밥), 마송자(보고 또 보고)
- 장: 장세미(아씨두리안), 장무엄,장화엄,장추장(압구정 백야), 장푸르메(오로라공주), 장주희(신기생뎐), 장여사(아현동 마님), 장시애(왕꽃선녀님)
- 모: 모서리(결혼작사 이혼작곡), 모란실(하늘이시여), 모여주(왕꽃선녀님)
- 부: 부혜령(결혼작사 이혼작곡), 부용화(왕꽃선녀님), 부길라(아현동 마님)
- 신: 신유신(결혼작사 이혼작곡), 신효리(신기생뎐), 신숙영(아현동 마님)
- 조: 조웅(결혼작사 이혼작곡), 조지아(압구정 백야), 조석기(아현동 마님), 조수아(인어아가씨)
- 황: 황마마, 황자몽 ,황미몽 ,황시몽(오로라공주),황유라(압구정 백야), 황예린(신기생뎐), 황금철(온달왕자들)
- 유: 유레카(압구정 백야), 유병훈(보석비빔밥), 유상수(온달왕자들)
- 박: 박해륜(결혼작사 이혼작곡), 박기정(보고 또 보고), 박지영(오로라 공주)
- 김: 김동미(결혼작사 이혼작곡), 김소저(아씨두리안), 김선미(오로라공주), 김혜나(아현동 마님), 김청하(하늘이시여)
- 강: 강예리(하늘이시여), 강현주(온달왕자들), 강시희(보고 또 보고)
- 윤: 윤변(결혼작사 이혼작곡), 윤해기(오로라공주), 윤진경(인어아가씨)
- 성: 성종(오로라공주), 성아미(신기생뎐)
- 단: 단치감(아씨두리안), 단사란(신기생뎐)
- 판: 판사현(결혼작사 이혼작곡), 판정수(왕꽃선녀님)
- 아: 아다모(신기생뎐), 아일라(아씨두리안)
- 금: 금라라(신기생뎐), 금실라(인어아가씨)
- 은: 은아리영 은예영 은진섭(인어아가씨), 은단표(오로라공주)
- 도: 도미솔(압구정 백야), 도담(아현동 마님)
- 옥: 옥단실(압구정 백야), 옥동자(보석비빔밥)
- 왕: 왕여옥(오로라공주), 왕마리아(하늘이시여)
- 주: 주장미(온달왕자들), 주행자(왕꽃선녀님)
- 설: 설설희(오로라공주), 설황도(보석비빔밥)
- 문: 문희강(왕꽃선녀님), 문정애(압구정 백야)
- 한: 한수다(오로라공주), 한순덕(신기생뎐)
- 안: 안수산나(압구정 백야), 안형선(인어아가씨)

### 자주 등장하는 직업

#### 방송계열
보통 작가는 선역으로, 아나운서는 악역으로 등장한다. 갑자기 배우가 되는 경우도 많다.
- 작가: 정금주(보고 또 보고), 은아리영(인어아가씨), 궁비취(보석비빔밥), 황마마(오로라공주), 정삼희(압구정 백야), 이시은(결혼작사 이혼작곡)
- PD: 사피영(결혼작사 이혼작곡) 장화엄(압구정 백야), 윤해기(오로라공주), 안형선(인어아가씨)
- 배우: 단등명(아씨두리안), 남가빈(결혼작사 이혼작곡), 조지아(압구정 백야), 이연지(아현동 마님), 김청하(하늘이시여), 오로라(오로라공주), 심수정(인어아가씨)
- 기자: 구왕모(하늘이시여), 이주왕(인어아가씨)
- 아나운서: 아일라(아씨두리안), 부혜령(결혼작사 이혼작곡), 강예리(하늘이시여)
- 신문사: 태양일보 (인어 아가씨)(압구장 백야)

#### 전문직
- 법조인: 판사현(결혼작사 이혼작곡), 백시향(아현동마님), 박기정(보고 또 보고)
- 의사: 단치강(아씨두리안), 신유신(결혼작사 이혼작곡), 박사공(오로라공주), 오진암(신기생뎐), 유병훈(보석비빔밥), 부희라(아현동 마님), 강동춘(하늘이시여), 주창균(온달왕자들), 이승미(보고 또 보고)
- 간호사: 궁루비(보석비빔밥), 정은주(보고 또 보고)

#### 예술계열
- 무용수: 단사란(신기생뎐), 박기풍(보고 또 보고)
- 메이크업 아티스트: 이자경(하늘이시여), 장푸르메(오로라공주)
- 디자이너: 박주리(오로라공주), 단공주(신기생뎐), 조수아(인어아가씨)

#### 기업인
- 재벌: 단치감(아씨두리안), 아다모(신기생뎐)

#### 교육계열
- 교수: 박해륜(결혼작사 이혼작곡), 판정수(왕꽃선녀님)

### 자주 등장하는 이름
- 수정: 이수정(결혼작사 이혼작곡), 김수정(압구정 백야), 오수정(오로라공주), 백수정(신기생뎐), 심수정(인어아가씨)
- 사현: 판사현(결혼작사 이혼작곡), 김사현(아현동 마님), 구사현(하늘이시여), 홍사현(보석비빔밥)
- 선미: 주선미(온달왕자들), 김선미(오로라공주), 명선미(보석비빔밥)
- 비나: 사비나(결혼작사 이혼작곡), 사비나(아현동 마님), 사비나(온달왕자들)
- 효경: 김효경(압구정 백야), 김효경(하늘이시여)
- 지아: 신지아(결혼작사 이혼작곡), 조지아(압구정 백야)
- 무빈: 설무빈(오로라공주), 김무빈(왕꽃선녀님)
- 시몽: 황시몽(오로라공주), 장시몽(왕꽃선녀님)
- 영상: 부영상(아현동 마님), 판영상(왕꽃선녀님)
- 미녀: 백미녀(아현동 마님), 한미녀(왕꽃선녀님)
- 강숙: 이강숙(오로라공주), 강숙(인어아가씨)
- 카일: 카일(신기생뎐), 카일(보석비빔밥)
- 설국: 설국(오로라공주), 설국(아현동 마님)
- 은성: 이은성(아씨두리안), 은성그룹(신기생뎐)
- 은아: 은아(인어아가씨), 은아(오로라공주)

## 수상
- 1997년 MBC 베스트극장 극본 공모 당선 - 〈두 여인〉
- 1998년 MBC 연기대상 드라마 작가 부문 특별상
- 2002년 MBC 연기대상 드라마 작가 부문 특별상

## 같이 보기
- 문영남
- 김순옥
- 김사경
- 서영명
- 막장 드라마